# Jurij Baturenko
Jurij Michajłowicz Baturenko, tadż. i ros. Юрий Михайлович Батуренко (ur. 29 grudnia 1964 w Duszanbe, Tadżycka SRR) – tadżycki piłkarz pochodzenia rosyjskiego, grający na pozycji pomocnika, trener piłkarski. Posiada też obywatelstwo rosyjskie.

## Kariera piłkarska

### Kariera klubowa
W 1981 rozpoczął karierę piłkarską w klubie Pachtakor Kurgonteppa. W 1983 został zaproszony do Pamiru Duszanbe. W 1986 bronił barw CSKA Moskwa, ale w następnym roku wrócił do Pamiru Duszanbe. Latem 1992 zgodził się na zaproszenie byłego trenera Pamira Jurija Siomina do Moskwy, gdzie został piłkarzem Lokomotiwu. W 1996 przeszedł do FK Tiumeń. W 1998 zasilił skład Sokołu Saratów, w którym zakończył karierę piłkarza.

### Kariera reprezentacyjna
W latach 1992–1996 bronił barw reprezentacji Tadżykistanu.

## Kariera trenerska
Po zakończeniu kariery piłkarza rozpoczął pracę szkoleniowca. W latach 2000–2004 pomagał trenować młodzieżową drużynę Lokomotiwu Moskwa. 3 czerwca 2004 został zaproszony do sztabu szkoleniowego klubu Bałtiki Kaliningrad, w którym pracował do końca 2004. Potem wrócił do Lokomotiwu Moskwa. Od 29 maja 2013 do 22 maja 2014 pomagał trenować azerski FK Qəbələ, a od 27 maja 2014 do 30 maja 2015 klub Mordowija Sarańsk. Od 2 czerwca 2015 do 24 marca 2016 ponownie pomagał Jurijowi Siominu trenować Anży Machaczkała.

## Sukcesy i odznaczenia

### Sukcesy piłkarskie
Lokomotiw Moskwa
- wicemistrz Rosji: 1995
- brązowy medalista Mistrzostw Rosji: 1994